# Carl Anton Bjerknes
Carl Anton Bjerknes (n. 24 octombrie 1825 – d. 20 martie 1903) a fost un matematician și fizician norvegian, cunoscut în special pentru studiile sale în domeniul hidrodinamicii.

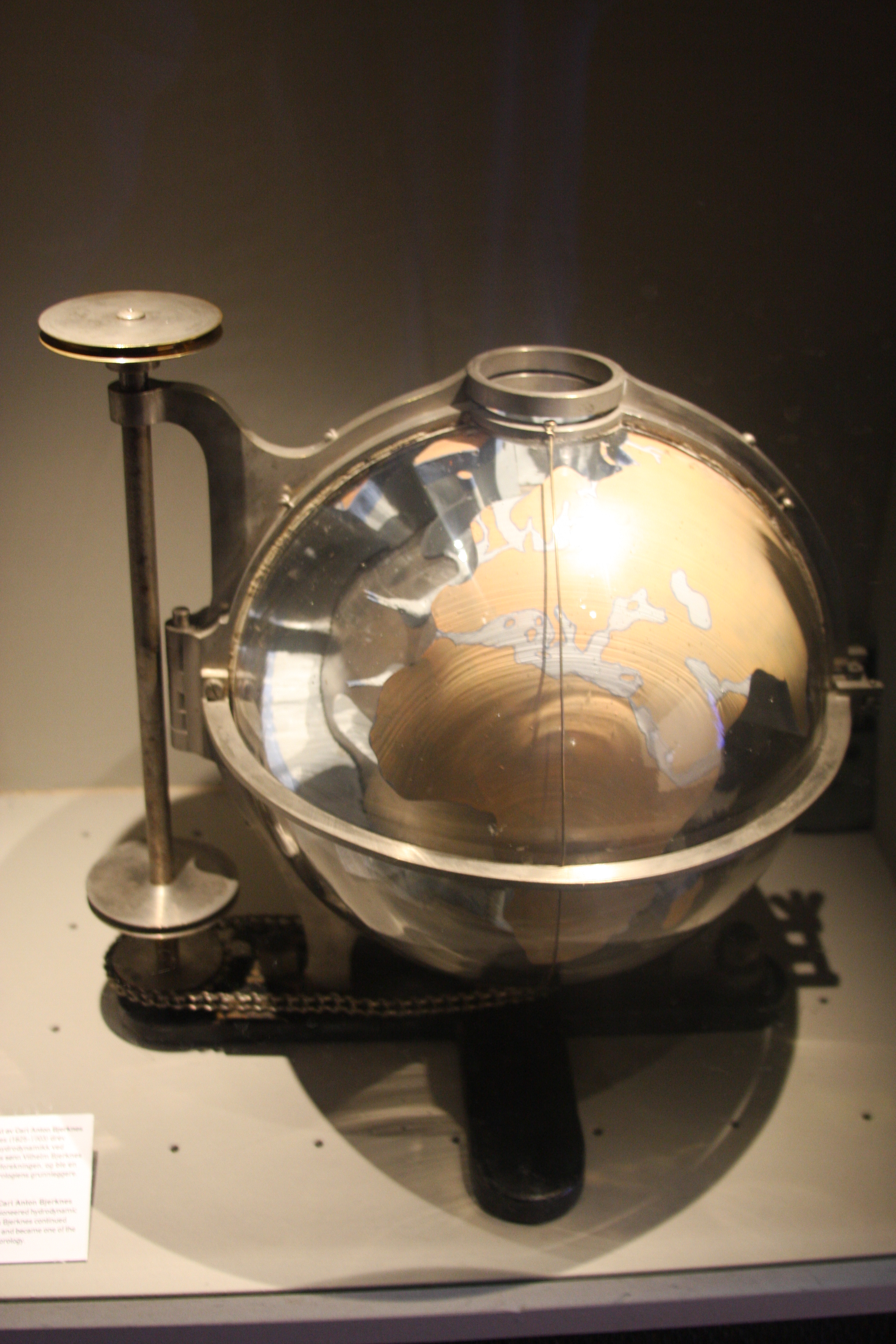
Model ştiinţific pentru cercetarea Pământului, realizat de Bjerknes

A studiat la universitățile din Oslo, Göttingen și Paris.
A fost influențat de Dirichlet și a studiat teoria electromagnetică a lui Maxwell, pe care a încercat să o explice.
1. 1 2  MacTutor History of Mathematics archive, accesat în 22 august 2017
2. ↑  Fiziki (PDF)
3. 1 2  Autoritatea BnF, accesat în 10 octombrie 2015
4. 1 2  Carl Anton Bjerknes, SNAC, accesat în 9 octombrie 2017
5. ↑   http://www.begravdeioslo.no/maler/grav/grave_id/10578 Lipsește sau este vid: |title= (ajutor)
6. ↑  Autoritatea BnF, accesat în 10 octombrie 2015
7. ↑  Czech National Authority Database, accesat în 1 martie 2022
8. ↑  CONOR.SI[*] Verificați valoarea |titlelink= (ajutor)